# Гавриш Ольга-Галина Іванівна
Ольга-Гали́на Іва́нівна Га́вриш (нар. 14 квітня 1950, смт Щирець Пустомитівського району Львівської області) — українська оперна та концертна співачка (сопрано). Заслужена артистка України (1993).

## Біографія
Народилася Ольга-Галина Гавриш 14 квітня 1950 року в старовинному містечку, тоді районному центрі Щирець (нині смт. Щирець Пустомитівського району Львівської області).
Її батько — Іван Дмитрович Гавриш і мама — Марія Іванівна з дому Костецьких походили з давнього галицького селянського роду, брали участь у діяльності громадських товариств, зокрема «Просвіти».
Із дитинства Галину цікавила українська пісня. Перші кваліфіковані уроки вокалу надала тітка майбутньої співачки — татова сестра Пелагея Дмитрівна. Відтак від початку навчання в Щирецькій школі постійно залучалася для участі в концертах художньої самодіяльності.

### Освіта
У 1967 закінчила Щирецьку середню школу і вступила до Львівського музично-педагогічного училища ім. Ф. Колесси по класу баяна. Згодом працювала за спеціальністю. У 1972 році вступила на вокальний факультет Львівської державної консерваторії ім. М. Лисенка, яку закінчила у 1977 році.

### Кар'єра
У 1978 році стала солісткою Львівського національного театру опери та балету ім. Соломії Крушельницької, де працювала 30 років. Від 1997 р. Галина Іванівна — викладач вокалу, а з 2004 р. доцент Львівської державної музичної академії ім. М. Лисенка. У 1993 році присвоєно звання «Заслужена артистка України».

### Особисте життя
Чоловік співачки  — Андрій Крижанівський, народився 1947 р. на Радехівщині. Інженер-енергетик за освітою, був заступником директора Львівських міських електричних мереж, начальником технічного відділу ПАТ «Львівобленерго», відзначений за сумлінну працю орденом «За заслуги» III ступеня і знаком «Почесний енергетик України», автор монографії «Історія електрифікації Львівщини» ( два видання), член Товариства енергетиків Польщі. Водночас , людина широких інтересів, зокрема у сфері історії та культури рідного краю. Написав перше в Україні за повнотою, прекрасно ілюстроване дослідження «Осип Курилас» — про уродженця Щирця, художника європейського рівня, січового стрільця.
Андрій Крижанівський  також нумізмат-дослідник, має понад 60 наукових статей, опублікованих в Україні, Польщі, Білорусі, Молдові, Литві, Словаччині та Росії. Нагороджений золотою відзнакою Польського нумізматичного товариства. Автор книжки «Львівський монетний двір у XIV-XV століттях», відповідальний секретар журналу «Львівські нумізматичні записки». Зокрема у випуску № 4—5 2007—2008 рр. у рубриці «Історія міст і сіл Західної України» поміщено його глибоке, талановито написане на основі маловідомих архівних документів та ілюстроване дослідження «Старовинний Щирець у листівці, філателії, грошових знаках, на старих картах, фотографіях і печатках». 
Дочка талановитого подружжя Марічка Крижанівська — журналістка «24 каналу», авторка і ведуча програм «Мандрівки Україною», «Тільки у Львові», а також дитяча письменниця, авторка казок «Різдвяна історія», «Чарівна скрипка», «Принц і Намистинка», «Пригоди піжамчиків», «Таємниця львівського годинникаря», «Дітям про футбол», «Веселі ангелята», дипломантка міжнародного літературного конкурсу "Коронація слова" у 2018 році.

## Діяльність
Неповторний голос та акторський талант дозволив Галині отримати широкий оперний репертуар: Наталка («Наталка-Полтавка» М. Лисенка), Оксана («Запорожець за Дунаєм» І. Гулака-Артемовського), Оксана («Різдвяна ніч» М. Лисенка), Мирослава («Золотий обруч» Б. Лятошинського), Марфа («Царева наречена» Римського-Корсакова), Тетяна («Євгеній Онегін»  П. Чайковського), Дездемона («Отелло» Д. Верді), Чіо-Чіо-Сан («Мадам Батерфляй» Д. Пучіні), Інга («Незабутні» В.Губаренка), Наташа («Війна і мир» С. Прокоф'єва), Мікаела («Кармен» Ж. Бізе), Недда («Паяци» Р. Леонковалло), Арсена («Циганський барон» Й. Штрауса), Анна («Украдене щастя» Ю. Мейтуса), Адель («Летюча миша» Й. Штрауса) та ін.
Вагомий доробок Ольга-Галина Гавриш вклала у важливу справу. Вона записує, досліджує та обробляє українські народні пісні. Записала аудіоальбом українських народних пісень з оркестром українських народних інструментів Національного радіо і телебачення, а також дві платівки та аудіоальбом маловідомих українських народних пісень.
У концертному репертуарі має численні українські народні пісні, а також твори українських вітчизняних композиторів: М. Лисенка, Д. Січинського, О. Нижанківського, Я. Лопатинського, М. Колесси, С. Людкевича, М. Скорика, А. Кос-Анатольського, О. Білаша, П. Майбороди, а також зарубіжних — П. Чайковського, М. Глінки, О. Даргомижського, С. Монюшка, Д. Пучіні та інших. Заслужена артистка України неодноразово демонструвала талановите виконання українських народних пісень у ході закордонних гастролей, зокрема у США.
Автор книги «Символіка української пісні» (Львів, 2003), в якій вона наголошує:
|  | «Народна пісня у всі часи була для української духовної культури найвищим джерелом, з якого черпали наснагу і натхнення всі видатні творці і виконавці. Від початку виходу на світову арену української оперної культури саме народ був найвищим поціновувачем глибинності і виживальної сили таких шедеврів музичної культури, як опери «Запорожець за Дунаєм» та «Наталка Полтавка»… І нині в репертуарі оперних виконавців світового рівня звучать українські пісні, доводячи всьому світові, і найперше нам самим, що з усіх духовних скарбів нашого народу найкоштовнішим є саме пісня, бо вона — наш справжній невмирущий рай». |